# Новопостояловское сельское поселение
Новопостояловское сельское поселение — муниципальное образование в Россошанском районе Воронежской области.
Административный центр — посёлок Начало.

## Административное деление
В состав поселения входят 10 населенных пунктов:
- посёлок Начало
- хутор Бещий
- хутор Высокая Дача
- хутор Кокаревка
- хутор Копанки
- посёлок Молодёжный
- хутор Новопостояловка
- хутор Стефанидовка
- хутор Херсонский
- хутор Царевский

Упразднённые населённые пункты:
- хутор Висицкий
- а также населённые пункты: Васильевский, Евграфский, Караешник, Крутой, Мулявый, Меловой, Оборонный, Плотницкий, Соловьев, Ясная Поляна, Ямный